# 武蔵野の森総合スポーツプラザ
武蔵野の森総合スポーツプラザ（むさしののもりそうごうスポーツプラザ）は、東京都調布市に所在する屋内体育館および屋内プールである。最寄駅は京王線飛田給駅。

## 概要
東京スタジアム（味の素スタジアム）に隣接しており、2013年のスポーツ祭東京2013（第68回国体・第13回障スポ大会）ではゆりーと広場として利用されていた場所で、大会後に着工され、2017年11月25日に完成した。延床面積50,936 ㎡。
施設は、メインアリーナ、サブアリーナ、プールが備えられている。
メインアリーナは、競技面4,500㎡、最大1万人収容で、2020年の五輪ではバドミントンと近代五種のフェンシング、パラリンピックの車いすバスケットボールの会場として使用された。
サブアリーナ（武道場）は競技面1,800㎡。プールは50m×20m（8コース）。その他トレーニングルーム、フィットネススタジオ、会議室、カフェ、多目的スペース等の施設がある。
2018年には皇太子・同妃雅子を迎えて第42回全国育樹祭の式典行事が開催された。
メインアリーナのこけら落としの興行として、2017年12月9日・10日にJYJのキム・ジェジュンのアジアファンミーティングツアーが開催された。その後、スポーツイベントのこけら落とし興行として、2018年平昌オリンピック出場選考会を兼ねた第86回全日本フィギュアスケート選手権が、また、コンサート等の本格的な音楽イベントとしてのこけら落とし興行として、2018年1月20日、21日に吉川晃司の公演が開催された。
2018年度と2019年度には改修工事を行う東京体育館に代わって全国高等学校バスケットボール選手権大会（ウインターカップ）、全日本バレーボール高等学校選手権大会（春高バレー）、全日本・全世界空手道選手権（フルコンタクト）の会場に使用された。
2025年2月14日、京王グループが3年契約のネーミングライツを取得、同年5月1日から（2028年3月末まで）京王アリーナTOKYOに名称が変更。